# Malwina Meyerson
Malwina Meyerson (ur. 3 marca 1839, zm. 13 stycznia 1921) – polska pisarka żydowskiego pochodzenia. Jedna z pierwszych powieściopisarek żydowskich piszących w języku polskim. Jej literatura jest ściśle związana z Haskalą, ruchem oświeceniowym  mającym na celu propagowanie idei emancypacji i uzyskania pełni praw obywatelskich przez Żydów.

## Życiorys
Malwina (Małka) Meyerson (Meyersohn) pochodziła z rodu Horowiców. Jej rodzicami byli Ezryel Horowicz i Frymeta z Jakubów. Była matką filozofa Emila Majersona oraz pisarki Franciszki Arnsztajnowej. Pochowano ją na żydowskim cmentarzu w Lublinie. Na jej nagrobku wyryto napis „Ciemne swoje rzesze wiodła ku światłości”.

## Twórczość

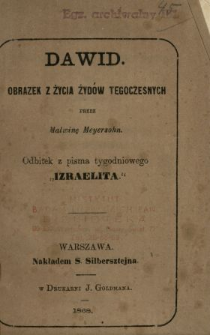
Strona tytułowa książki ,,Dawid : obrazek z życia Żydów tegoczesnych" Malwiny Meyerson.

Malwina Meyerson zadebiutowała w 1868 roku powieścią pt. Dawid - obrazek z życia Żydów tegoczesnych. Jej drugą i ostatnią książką był utwór Z ciasnej sfery z 1878 roku. Powieść ukazała się w „Kurierze Lubelskim” i w warszawskim tygodniku „Izraelita”.

## Dzieła
- Dawid – obrazek z życia Żydów tegoczesnych  (1868)
- Z ciasnej sfery (1878);